# Kiechajowa kyszta
Kiechajowa kyszta (bułg. Кехайова къща) – zabytkowy dom, w mieście Melnik, Bułgaria. Dom, wraz z Jankowatą i Menczewą, jest najlepiej zachowanym kompleksem z XVIII wieku w Melniku. Budynek znajduje się na wzniesieniu miasta Razkłona.
Budynek został zbudowany w XVIII wieku i jest typowym przykładem domów melnickich, charakterystycznych budynków z czasów odrodzenia bułgarskiego. Jest zbudowany na stromym terenie, ma przyziemną gospodarczą część i mieszkalne piętro.